# Старотарский
Старота́рский — хутор в составе Минераловодского городского округа Ставропольского края России.

## География
Расстояние до краевого центра: 113 км. Расстояние до районного центра: 22 км.

## История
Хутор основан в 1921 году, по-видимому, бывшими жителями выселенной станицы Тарской. По данным на 1927 год станица Тарская состояла из 92 дворов. В административном отношении входила в состав Ново-Тарского сельсовета Минераловодского района Терского округа.
До 2015 года хутор входил в упразднённый Марьино-Колодцевский сельсовет.

## Население
| 1925 | 1926 | 1989 | 2002 | 2010 | 2014 |
| ---- | ---- | ---- | ---- | ---- | ---- |
| 579  | ↘406 | ↘146 | ↗213 | ↘195 | ↗200 |

По данным переписи 2002 года, 88 % населения — русские.

## Инфраструктура
ФАП. Открыт в 2023 году.